# مس بلاف (لوئیزیانا)
مس بلاف (به انگلیسی: Moss Bluff) شهری در ایالت لوئیزیانا کشور ایالات متحده آمریکا است که جمعیت آن در سرشماری سال ۲۰۱۰ میلادی، ۱۱٬۵۵۷ نفر بوده‌است.